# Ruch Zieloni-Lewica (Islandia)
Ruch Zieloni-Lewica (isl. Vinstrihreyfingin - grænt framboð) – islandzka partia polityczna o profilu ekosocjalistycznym i feministycznym. W latach 2009–2013 tworzyła koalicję rządową z lewicowym Sojuszem.
Partia została założona w 1999 przez członków lewicy islandzkiego parlamentu, którzy sprzeciwili się powstaniu koalicji Sojusz. Partia sprzeciwia się udziałowi Islandii w NATO oraz interwencji wojsk amerykańskich w Iraku i Afganistanie. Popiera Palestyńczyków w konflikcie na Bliskim Wschodzie oraz integrację imigrantów i uchodźców w islandzkim społeczeństwie.
Partia Zieloni-Lewica posiada ponad 3000 członków w całej Islandii. Należy do Sojuszu Nordyckiej Zielonej Lewicy.

## Przewodniczący
- Steingrímur J. Sigfússon (1999–2013)
- Katrín Jakobsdóttir (od 2013)

## Wyniki wyborów
| Wybory | Liczba głosów | % głosów | +/–%  | Liczba mandatów | +/– |
| ------ | ------------- | -------- | ----- | --------------- | --- |
| 1999   | 15 115        | 9,1      | .     | 6               | .   |
| 2003   | 16 129        | 8,8      | -0,3  | 5               | -1  |
| 2007   | 26 136        | 14,3     | +5,5  | 9               | +4  |
| 2009   | 40 580        | 21,7     | +7,4  | 14              | +5  |
| 2013   | 20 546        | 10,9     | –10,8 | 7               | –7  |
| 2016   | 30 166        | 15,9     | +5    | 10              | +3  |